# ゆ
Del silabario japonés hiragana. Una de las tres sílabas diptongos del silabario, se lee yu y junto con los otros dos diptongos japoneses tiene la propiedad de transformar otras sílabas como shi en shu en este caso. Esta letra está formada por dos trazos.

## Escritura
| Escritura de ゆ | Escritura de ユ |

- Datos: Q40778
- Multimedia: ゆ / Q40778